# Mitologia creek
Per mitologia creek si intende l'insieme delle credenze religiose e dei miti appartenenti alla religione tradizionale dei nativi americani appartenenti al popolo Creek, noto anche con il nome originale Muscogee o Muskogee (Mvskoke è il loro nome nell'ortografia tradizionale).
I Muscogees moderni vivono principalmente in Oklahoma, Alabama, Georgia e Florida. Il loro linguaggio, chiamato Mvskoke, è un membro del ramo Creek della famiglia linguistica Muskogean. I Seminole sono parenti stretti al Muscogee e parlano anche una lingua creek.
I Creek sono stati considerati una delle cinque tribù civilizzate. Dopo la guerra Creek molte degli appartenenti alle tribù fuggirono in Florida divenendo Seminole.

## Storia

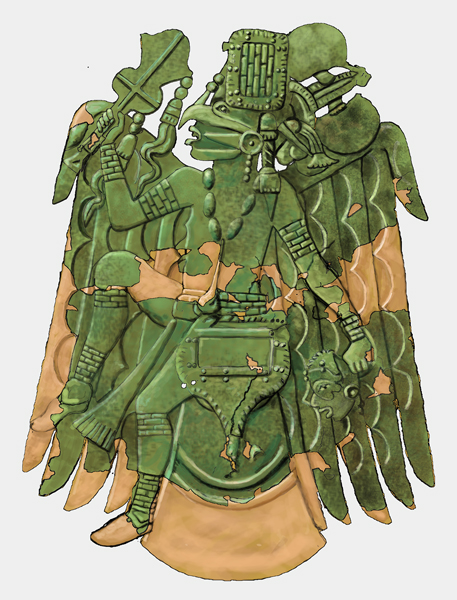
Piastra in rame, detta Rogan plate 1, ritrovata da John Rogan nei primi scavi di Etowah al Mound C

I primi Creek storici furono probabilmente discendenti dei popoli della cultura del Mississippi, che vivevano lungo il fiume Tennessee, in quello che oggi è il moderno Tennessee e Alabama, e forse furono in relazione acon gli Utinahica del sud della Georgia. Ritenuti più una confederazione diffusa che non una sola tribù, il popolo Muscogee viveva in villaggi autonomi nelle valli fluviali del Tennessee, Georgia e Alabama e consisteva anche di molti gruppi etnici che parlano diverse lingue diverse, come ad esempio gli Hitchiti, gli Alabama e i Coushatta. Coloro che vivevano lungo il fiume Ocmulgee e il fiume Oconee sono stati chiamati "indiani Creek" dai commercianti britannici della Carolina del Sud; alla fine il nome fu associato a tutti i vari nativi delle città Creek, diventando sempre più divisa tra i comuni meridionali della frontiera georgiana sul fiume Chattahoochee, fiume Ocmulgee e fiume Flint e i comuni settentrionali della Valle del fiume Alabama.
Le città meridionali comprendevano: Coweta, Cusseta (Kasihta, Cofitachequi), Upper Chehaw (Chiaha), Hitchiti, Oconee, Ocmulgee, Okawaigi, Apalachee, Yamasee (Altamaha), Ocfuskee, Sawokli, e Tamali.
Le città settentrionali comprendevano: Tuckabatchee, Abihka, Coosa (Kusa, il popolo dominanti di East Tennessee e North Georgia durante le esplorazioni spagnole), Itawa (abitanti originari della Etowah Indian Mounds), Hothliwahi (Ullibahali), Hilibi, Eufaula, Wakokai, Atasi, Alibamu, Coushatta (Koasati, avevano assorbito il Kaski / Casqui e Tali) e Tuskegee ("Napochi" nelle cronache de Luna).
Cusseta (Kasihta) e Coweta sono oggigiorno le due principali città della nazione Creek. Tradizionalmente le tribù di Cusseta e Coweta sono considerate i primi membri della Nazione Creek.

## Creazione

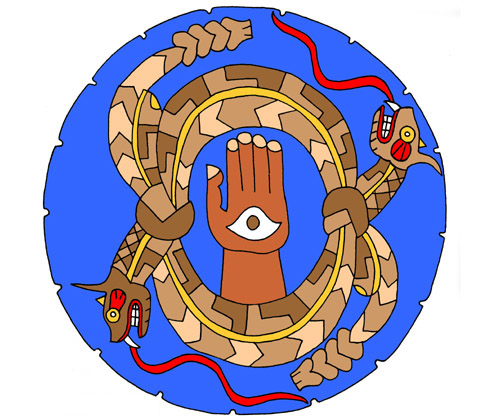
Motivi ornamentali su una pietra cerimoniale rinvenuta presso il Moundville Archaeological Site a Moundville, Alabama

I Creek credevano che il mondo intero fosse originariamente sommerso dall'acqua. L'unica terra emersa, secondo i loro miti, era una collina chiamata Nunne Chaha, sulla cui sommità vi era la dimora di Esaugetuh Emissee, il "signore del respiro", che creò l'umanità plasmandola dall'argilla della collina.
Al di sotto del mondo vi erano solo caos e strane creature. Esaugetuh Emissee creò il Sole e la Luna, come anche i quattro punti cardinali. I Creek veneravano anche il serpente cornuto Sint Holo, che secondo le loro leggende appariva ai giovani uomini sufficientemente saggi. Proprio da questa divinità e dalla Luna nacquero i primi due Creek, il "Cacciatore Fortunato" e la "Donna-mais"; questi due curiosi nomi denotano il ruolo dell'uomo e della donna nella società creek.
Il dio supremo era Hisagita-imisi, conosciuto anche come Hisakitaimisi, il cui nome significa "protettore del respiro". Esso era chiamato anche Ibofanga (letteralmente "colui che siede al di sopra") e rappresentava una divinità solare.